# Lost Change
Lost Change é o álbum de estreia a solo de will.i.am, um dos membros do Black Eyed Peas.

## Faixas
1. "Ev Rebahdee" (com Planet Asia)
2. "Lay Me Down" (com Terry Dexter)
3. "Possessiones"
4. "Tai Arrive"
5. "If You Didn't Know" (com Mykill Miers)
6. "Money" (com Huck Fynn, Oezlem, The Horn Dogs)
7. "Lost Change"
8. "I Am"
9. "Hooda Hella U" (com Medusa)
10. "Lost Change In E Minor"
11. "Yadda Yadda" (com George Pajon Jr)
12. "Em Ay Double Dee" (com Madd Dogg)
13. "Control Tower"
14. "Lost Change in D Minor"

Faixas Bônus
1. "Worriors" (com Burning Star)